# Saluki

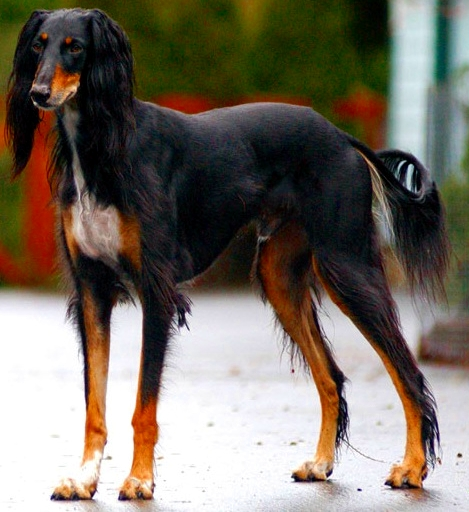
Un Saluki negru pe stradă

Saluki, de asemenea, cunoscut sub numele de Câinele Regal din Egipt și ogarul persan (persană: سلوکی, arabă: سلوقي) este una dintre cele mai vechi rase cunoscute ale câinelui domestic. Din perioada Regatului Mijlociu începând cu Saluki multe animale care arată că el apar pe anticele morminte egiptene din 2134 î.h. Ei au legături atât cu Biblia și China Imperială. Reproducția modernă în partea de vest a început în 1895 atunci când Florența Amherst a importat o pereche de reproducere din Saluki din Egiptul de Jos și a început să lucreze pentru a populariza rasa. Saluki au fost recunoscute de către Kennel Club în 1923, și de către American Kennel Club în 1929. Rasa este, de asemenea, mascota universității Southern Illinois University Carbondale.
Saluki este un sighthound istoric care a călătorit în întregul Orientul Mijlociu cu triburile de deșert nomadice, zonă care se întinde din Sahara la Marea Caspică. Acceptate la fel de curat de către credința islamică, acestea au fost utilizate pentru a vâna animale, cum ar fi gazele în Orientul Mijlociu. În formă ca un tipic sighthound, ei vin în două variante, netedă și cu pene. Soiul cu pene este mai frecvent, iar rasa este cunoscută pentru blana de pe urechile sale, coada și partea din spate a picioarelor sale. Deși ei sunt o rasă independentă care are nevoie de instruire frecvent, ei sunt blânzi și afectuoși cu proprietarii lor. Problemele de sănătate includ cancerul și problemele cardiace.

## Istorie
Salukis sunt considerați a fi una dintre cele mai vechi rase de câini existente,săpăturile siturilor sumeriene între 7000-6000 î.Hr. prezintă sculpturi și garnituri, care arată similar cu rasa modernă. Numele său este gândit să vină de la orașul antic al Arabiei Suluq, Libia, deși în epoca modernă a fost numit Gazelle Hound sau Greyhound persan.